# Álvaro Mon Pérez
Álvaro Mon Pérez CSsR (* 7. Juni 1962 in Corrales, Departamento de Boyacá) ist ein kolumbianischer römisch-katholischer Geistlicher und Apostolischer Vikar von Puerto Carreño.

## Leben
Álvaro Mon Pérez trat der Ordensgemeinschaft der Redemptoristen bei und legte nach dem Noviziat am 5. Januar 1992 die erste Profess ab. Er studierte Philosophie und katholische Theologie, legte am 31. Juli 1998 die ewige Profess ab und empfing am 30. Januar 1999 das Sakrament der Priesterweihe.
Neben Aufgaben in der Pfarrseelsorge in verschiedenen Gemeinden und in Missionsteams für die Gemeindemission in verschiedenen Teilen Kolumbiens war er von 2000 bis 2005 Beauftragter für die Ordensleute und Superior der Redemptoristen im Apostolischen Vikariat Reyes. Im Jahr 2011 war er Provinzialrat seiner Gemeinschaft und von 2016 bis 2018 Pfarrer in Sincelejo. Seither war er Seelsorger am Redemptoristenkolleg San Clemente in Manizales.
Papst Franziskus ernannte ihn am 30. März 2023 zum Apostolischen Vikar von Puerto Carreño. Der Bischof von Riohacha, Francisco Antonio Ceballos Escobar CSsR, spendete ihm am 22. Mai desselben Jahres in der Redemptoristenkirche San Alfonso María de Ligorio in Bogotá die Bischofsweihe. Die Amtseinführung in Puerto Carreño fand am 8. Juni 2023 statt.